# Passer moabiticus

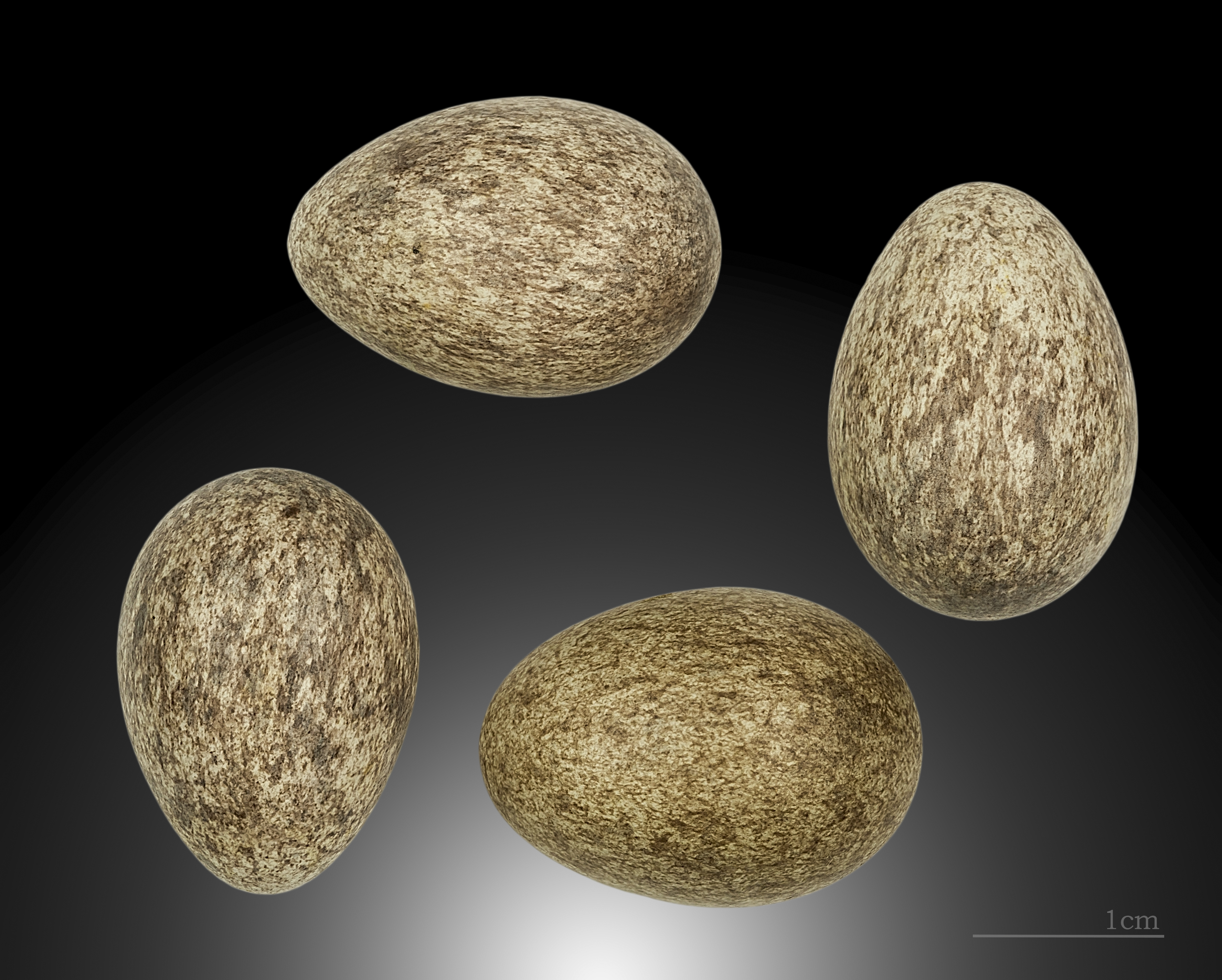
Passer italiae

Passer moabiticus là một loài chim trong họ Passeridae.
Chim trống sẻ Biển Chết Biển có một màu, phía sau cổ và má màu xám, và một yếm nhỏ màu đen. Nó có một vệt bóng nhạt đến nâu đỏ ở phía sau, và hai bên cổ màu vàng. Trên lưng có sọc sẫm